# Ed Lowe
Edward „Ed“ Owen Lowe (* 23. August 2003 in Stamford) ist ein britischer Bahnradsportler.

## Sportlicher Werdegang
Seit 2015 ist Ed Lowe im Radsport aktiv. 2019 wurde er britischer Jugend-Meister im 500-Meter-Zeitfahren. 2021 holte er mit Marcus Hiley und Harry Ledingham-Horn den Titel des Junioren-Europameisters im Teamsprint, im Keirin gewann er Bronze. 2023 wie 2024 wurde er britischer Meister im Teamsprint. 2023 wurde Lowe in das Great Britain Cycling Team (GBCT) World Class Programme aufgenommen.
Beim Lauf des UCI Track Cycling Nations’ Cup 2023 in Milton wurde das britische Team mit Lowe Dritte im Teamsprint. Beim Lauf des UCI Track Cycling Nations’ Cup 2024 in Adelaide belegte die britische Team-Sprint-Mannschaft mit Lowe, Jack Carlin und Hamish Turnbull Rang drei, beim dritten Lauf in Milton belegte die Briten mit Lowe, Carlin und Turnbull Platz zwei.
Bei den Olympischen Spielen 2024 in Paris gewann Lowe gemeinsam mit Carlin und Turnbull die Silbermedaille im Teamsprint.

## Erfolge
2019
- Britischer Jugend-Meister – 500-Meter-Zeitfahren

2021
- Junioren-Europameister – Teamsprint (mit Marcus Hiley und Harry Ledingham-Horn)

2023
- Britischer Meister – Teamsprint (mit Marcus Hiley und Harry Ledingham-Horn)

2024
- Britischer Meister – Teamsprint (mit Hayden Norris und Harry Ledingham-Horn)
- Olympische Spiele – Teamsprint (mit Hamish Turnbull und Jack Carlin)